# Vivian Hsu
Vivian Hsu (徐若瑄) (nascida em 1975) é uma cantora taiwanesa. Para além de cantar em Chinês ela também canta em Japonês.

## Vida pessoal
Já namorou com o guitarrista japonês Sugizo. Em 2014, casou-se com Sean Lee.